# Aleiodes caudalis
Aleiodes caudalis är en stekelart som beskrevs av Hellen 1927. Aleiodes caudalis ingår i släktet Aleiodes och familjen bracksteklar. Inga underarter finns listade i Catalogue of Life.